# Simonetta Lux
Simonetta Lux (Roma, 30 giugno 1943) è una storica dell'arte, critica d'arte e docente italiana.

## Biografia
Ha studiato lettere presso l'Università degli Studi di Roma "La Sapienza" dove, nel 1969, si è laureata discutendo una tesi in storia dell’arte con relatore Giulio Carlo Argan dal titolo "Arte, società e tecnica nel pensiero e nell'opera di John Ruskin e William Morris". Dal 1971 è assistente ordinario alla cattedra di Giulio Carlo Argan. Nel 1978 è nominata professore presso la Scuola di Specializzazione in Storia dell’arte della stessa università e, l’anno successivo, ottiene l’incarico di docenza presso l’Università degli Studi di Cagliari. Tra il 1980 e il 1990 è professore associato all’Università degli Studi di Roma "La Sapienza", quindi tra il 1990 e il 1997 è professore ordinario di Storia dell’arte contemporanea all’Università degli Studi della Tuscia di Viterbo. Dal 1997 viene richiamata all’Università degli Studi di Roma "La Sapienza" come professore ordinario, ruolo che ricopre fino al 2013, quando le viene conferito il titolo di professore onorario.

## Attività curatoriale
Dal 1979 inizia inizia un’intensa attività curatoriale che coinvolge direttamente gli artisti nei processi formativi e di ricerca all’interno dell’università insieme a Nello Ponente, primo professore di storia dell’arte contemporanea all'Università degli Studi di Roma "La Sapienza". Questo percorso culmina nel 1987 con la fondazione del MLAC - Museo Laboratorio di Arte Contemporanea, che dirige fino al 1993 e, in una seconda fase, dal 2000 al 2010. Il MLAC si configura come un centro di ricerca e sperimentazione, primo esempio di museo universitario italiano dedicato esclusivamente all’arte contemporanea. Dal 2002 è direttrice di luxflux.net, piattaforma che rappresenta un’estensione digitale del suo progetto critico e curatoriale. Il sito fa parte di una rete internazionale dedicata alla diffusione e allo studio dell’arte contemporanea, con un’attenzione particolare ai rapporti tra arte, pensiero critico e trasformazione sociale.

## Opere
- Arte, società e tecnica, Carucci, Roma, 1971
- Sociologia dell'arte, Bagatto, Roma, 1974
- Arte e industria, Sansoni, Firenze, 1974
- Tancredi, Scheiwiller, Milano, 1983
- Io e l'arte. Per un storia dell'arte, De Luca, Roma, 1984
- Documenti per l'arte contemporanea, Alberto Burri, dalla pittura alla pittura, Bagatto, Roma, 1984
- Documenti per l'arte contemporanea, Luca Patella, Bagatto, Roma, 1984
- Documenti per l'arte contemporanea, Eliseo Mattiacci, Bagatto, Roma, 1984
- Burri. Dalla pittura alla pittura, Petruzzi, Città di Castello, 1987
- Burri. Monotex, Multipli, Grande Ferro K, Petruzzi, Città di Castello, 1987
- E42. Utopia e scenario del regime, Marsilio, Venezia, 1987 (con Maurizio Calvesi ed Enrico Guidoni)
- Orientamenti dell'arte italiana. Roma 1947-1989, Palombi, Roma, 1989
- Il Palazzo dei Congressi, Editalia, Roma, 1990 (con Giorgio Muratore)
- Il Palazzo dei Congressi. Vicende e documenti inediti, Editalia, Roma, 1991 (con Giorgio Muratore, Elisabetta Cristallini e Antonella Greco)
- Roberto DeSimone, MLAC, Roma, 1991
- Maddalena Mauri. Opere su tela 1990-1991, Viterbo, 1991
- Il Palazzo dell'Ente Eur, Editalia, Roma, 1992 (con Giorgio Muratore, Antonella Greco e Elisabetta Cristallini)
- Bertina Lopez. Expressao artistica entre duas civilizacoies, Fondazione Galouste Goulbelkian, Lisbona, 1993
- Bolle pictor et poeta, Roma, 1993
- Rosanna Granata, Ass. Cult. Studio Renata Torino ed., Roma, 1994
- Il Surrealismo I. Lezioni e saggi, Lithos, Roma, 1995
- Naoya Takahara. Pieces ofafuture construction, Avivson, Londra, 1995
- Il Surrealismo II, Lithos, Roma, 1996
- Incantesimi-Scene d'arte e poesia a Bomarzo, Union Printing, Viterbo, 1996 (con Miriam Mirolla)
- Forma 1 e i suoi artisti, Argos, Roma, 1997 (con Giovanna Bonasegale)
- Ikeda Uemon. Acrobazia, Lithos, Roma, 2000
- Anonymous. Regina Hubner, Lithos, Roma, 2002 (con Patrizia Mania)
- Lucia di Luciano. L’alba elettronica, Lithos, Roma, 2002 (con Domenico Scudero)
- Ines Fontenla. Alla fine delle utopie, Lithos, Roma, 2002 (con Domenico Scudero)
- Controindicazioni, Lithos, Roma, 2003 (con Domenico Scudero e Gino Sabbatini Odoari)
- Lingua stellare. Il teatro di Fabrizio Crisafulli, Lithos, Roma, 2003
- Cloti Ricciardi. L'esperienza estetica che progetta, anzi prefigura…, Gangemi, Roma, 2004 (con Stella Santacatterina)
- Collage 1961, Gangemi, Roma, 2005 (con Daniela Tortora)
- Sükran Moral. Apocalypse, Gangemi, Roma, 2005 (con Patrizia Mania)
- Tomaso Binga. Autoritratto di un matrimonio, Gangemi, Roma, 2005 (con Francesca Zeuli)
- Judith Cowan. The capacity of things: from life, Gangemi, Roma, 2006 (con Stella Santacatterina)
- Arte ipercontemporanea. Un certo lorosguardo... Ulteriori protocolli dell'arte contemporanea, Gangemi, Roma, 2006
- Sara Campesan. Abissi e trasparenze, Gangemi, Roma, 2007 (con Egizia Fiaschetti)
- Susana Serpas Soriano. Wunderkammer. L'ombra del tuono, Gangemi, Roma, 2009 (con Alan Jones)
- Rosanna Cattaneo, Backward, Roma, 2011
- Noi, l’Italia, Maretti editore, San Marino, 2011
- Marcello Piacentini architetto 1881-1960, Gangemi, Roma, 2012 (con Giorgio Ciucci e Franco Purini)
- Anton Roca. Tavolo Italia, Gangemi, Maretti editore, San Marino, 2013 (con Paolo Lucchi e Anton Roca)
- MLAC index 2000-2012. Museo laboratorio di arte contemporanea, Gangemi, Roma, 2013
- Sergio Tappa, Maretti editore, San Marino, 2014